# Берёзовка (Шарлыкский район)
Берёзовка — опустевший поселок в Шарлыкском районе Оренбургской области в составе Сарманайского сельсовета. 

## География
Находится на расстоянии примерно 24 километров по прямой на север от районного центра села  Шарлык.

## Население
Население составляло 0 человек как в 2002 году,  так и в 2010 году.